# 源庶明
源 庶明（みなもと の もろあきら/もろあき）は、平安時代前期から中期にかけての公卿・歌人。宇多天皇の孫で、兵部卿・斉世親王の三男。

## 経歴
醍醐朝の延長2年（924年）二世王待遇の蔭位により従四位下に直叙され、翌延長3年（925年）侍従に任官する。延長7年（929年）左京大夫に転じる。
朱雀朝の承平3年（933年）右兵衛督、承平6年（936年）従四位上に叙任されたのち、天慶4年（941年）参議に任ぜられ公卿に列す。議政官として左京大夫・左兵衛督などを兼帯し、この間の天慶8年（945年）には正四位下に叙せられている。
村上朝に入ると、天暦元年（947年）兼官が左大弁に遷り、天暦5年（951年）従三位・権中納言、天暦7年（953年）中納言に叙任されている。天暦9年（955年）5月20日に薨去。享年53。最終官位は中納言従三位兼左兵衛督。

## 人物
天慶2年（939年）11月3日『慈覚大師伝』を弟・英明が延暦寺に進呈した際に、庶明は成立経緯を記した跋文を書いた。勅撰歌人として、『後撰和歌集』に和歌作品4首が入集している。
広幡邸を邸宅とし、広幡中納言と号した。

## 官歴
『公卿補任』による。
- 延長2年（924年） 正月7日：従四位下。7月9日：昇殿
- 延長3年（925年） 正月30日：侍従。11月20日：賀茂臨時祭祭使
- 延長7年（929年） 9月23日：左京大夫
- 承平3年（933年） 10月23日[3]：右兵衛督
- 承平5年（935年） 2月23日：丹波権守
- 承平6年（936年） 正月7日：従四位上
- 天慶4年（941年） 12月18日：参議、兼左京大夫、督如元
- 天慶5年（942年） 3月29日：兼左兵衛督。12月13日：兼紀伊権守
- 天慶8年（945年） 正月7日：正四位下
- 天慶9年（946年） 日付不詳：止紀伊権守
- 天暦元年（947年） 6月6日：兼左大弁、止督
- 天暦2年（948年） 正月30日：兼伊予権守
- 天暦5年（951年） 正月30日：従三位、権中納言
- 天暦7年（953年） 9月25日：中納言、兼左兵衛督
- 天暦9年（955年） 5月20日：薨去（中納言従三位兼左兵衛督）

## 系譜
- 父：斉世親王
- 母：橘公廉の娘
- 妻：不詳
  - 女子：源計子 - 広幡御息所。村上天皇更衣。